# Романов Роман Анатолійович
Роман Анатолійович Романов (нар. 12 листопада 1972, Потсдам, НДР) — бізнесмен, політик, екс-очільник ДК «Укроборонпром».

## Життєпис
Роман Романов народився 12 листопада 1972 року в родині військовослужбовця Анатолія Романова і Тамари Романової в Потсдамі, НДР. Одружений з Людмилою Романовою. Має дочку Анастасію Романову. 

### Освіта
З 1990 по 1995 роки навчався у Херсонському державному педагогічному інституті ім. Н. К. Крупської (спеціальність — фізика та інформатика). У 1996 році захистив ступінь магістра інформаційних технологій. В період з 2012—2014 роки навчався в «Міжнародному інституті менеджменту (МІМ-Київ)», де отримав ступінь MBA Senior Executive (стажування у Гонконгу). У 2016 році завершив навчання по програмі «Школа стратегічного архітектора» у Kyiv-Mohyla Business School.
У жовтні 2016 Романов отримав диплом Defense Acquisition University в США. Глава «Укроборонпрому» навчався там на запрошення Пентагону.
У 2021 році отримав ліцензію авіаційного пілота літаків PPL.

## Кар'єра
З 1993 року — підприємець, організація керівництва в приватному секторі економіки.
З 1998 року розвиває напрямок приватного бізнесу, пов'язаного з виробництвом залізобетонних виробів. Заснував промислово-будівельну компанію «Планета РС», заводи якої працюють у Херсоні та Бородянці та займаються виробництвом залізобетонних конструкцій. Романов розробив низку залізобетонних виробів для сільського господарства, краплинного зрошення, систем захисту від ерозії ґрунту та підтоплення. Розроблено лінійку залізобетонних виробів для міської інфраструктури.
Заснована Романовим компанія розвиває спільні проекти зі США, тим самим підтримуючи українську економіку під час війни. Спільний українсько-американський бізнес розпочинався з експорту, а зараз у США налагоджується виробництво таких самих залізобетонних виробів, як в Україні, будується окремий завод Orange Pavers.
У 2000 році заснував завод із виробництва алюмінієвих компонентів для автомобілів на технології лиття під високим тиском.
З 2003 року — член української Спілки малих, середніх і приватизованих підприємств.
З 2003 року — член Федерації роботодавців України.
З 2005 року — голова обласної Спілки малих, середніх і приватизованих підприємств України та заступник голови Ділової ради при голові Херсонської облдержадміністрації.
З 2006 року — заступник Херсонської міської ради V скликання від партії «Наша Україна», голова постійної комісії.
З 2010 року — заступник Херсонської обласної ради від «Фронту Змін» — член Постійної комісії з питань промисловості, будівництва та житлово-комунального господарства.
З 4 липня 2014 р. — Генеральний директор Державного концерну «Укроборонпром» (Указ Президента України від 04 липня 2014 року № 569/2014).
12 лютого 2018 р. — Романов заявив про рішення піти у відставку з посади очільника Концерну.
З 2018 року супроводжує команду української компанії Mosquito Control Ltd, яка розробила Mosqitter — програмно-апаратне екологічне рішення для захисту від комарів великих територій у впровадженні нової культури нетоксичного захисту від проблем та хвороб, пов'язаних із комарами, таких як малярія, гарячка денге, вірус Зіка. Розробив концепцію створення Всесвітньої системи моніторингу, яка відстежуватиме активність комарів у всьому світі, виявлятиме зони високого ризику та запобігатиме спалахам хвороби, що переносяться комарами. Компанія стала переможцем галузевої сесії на SelectUSA Investment Summit, увійшла до топ-6 апаратних стартапів України за версією UVCA та Deloitte, до топ-5 найпомітніших компаній малого та середнього бізнесу в Україні у 2021 році, отримала Національну премію Energy Globe — всесвітня премія за стійкий розвиток, нагороду за найкращий стартап на IT Arena 2021, увійшла до топ-8 виробників апаратного забезпечення у категорії «Технології для покращення життя» у рамках Web Summit 2020.
Романов — автор патентів «Системи контролю літаючих комах-шкідників без використання хімічного впливу для використання у сільському господарстві (глобальне рішення виробництва продуктів харчування на новому рівні)», «Екологічна система моніторингу та підрахунку комарів» (система для боротьби зі світовими загрозами таких хвороб як малярія, вірус Зіка, вірус Денге та іншими). Учасник міжнародних виставок, у тому числі CES-2020, CES-2022 за поданням розроблених систем.

## Керівництво «Укроборонпромом»
За час керівництва Романа Романова «Укроборонпром» став прибутковим вперше за довгий час. У 2016 році чистий прибуток Концерну склав понад 28 млрд грн. За 2014—2017 роки «Укроборонпром» стабільно піднімається у світових рейтингах. У рейтингу виробників озброєння за 2017 рік аналітичного видання Defense News Концерн посів 62 місце, в той час як у 2015-му — 92 місце. «Укроборонпром» також піднявся на 14 позицій — з 91 на 77 місце — у рейтингу виробників зброї SIPRI.
Державний концерн під керівництвом команди Романова цілком забезпечує українську армію та інші силові структури сучасною зброєю та технікою. У 2017 році Концерн на 100 % виконав Державне оборонне замовлення та передав силовим відомствам 3 673 одиниці зброї та техніки, з них 2 053 — нової та модернізованої.
«Укроборонпром» на чолі з Романовим бере участь у міжнародних проектах, світових виставках озброєння, нарощує експортні потужності та поглиблює співпрацю з НАТО. У липні 2017 року Генеральний секретар НАТО Єнс Столтенберг під час візиту до Києва високо оцінив транспортні літаки «Антонова». Він обговорив з очільником «Укроборонпрому» Романом Романовим перспективи розширення програми SALIS зі стратегічних транспортних перевезень для країн-членів НАТО та прискорення переходу підприємств Концерну на випуск продукції за стандартами Альянсу. У 2017 році Концерн вперше взяв участь у міжнародній оборонній виставці AUSA-2017 у США. «Укроборонпром» представив там техніку, виготовлену за світовими стандартами.
Команда Романа Романова обрала курс технологічних інновацій для Концерну. Серед найбільш потужних розробок «Укроборонпрому» у 2017 році: перший український ударний безпілотник «Горлиця», ракетний комплекс «Вільха», літак Ан-132, а також модернізований «Фантом-2».
Розпочав глобальну реформу оборонпрому України. Вона передбачаєвектор прозорості, впровадження стандартів НАТО, використання сучасних бізнес-моделей управління, залучення приватних підприємств та переходу від ремонту старої радянської техніки до високотехнологічних наукоємних розробок.
Розпочата Романом Романовим програма імпортозаміщення, в першу чергу, спиралась на потужності сотень українських підприємств, що не входять до Концерну, але які взяли на себе постачання цілої низки комплектуючих. Своєю програмою імпортозаміщення, «Укроборонпром» не тільки знищив залежність української «оборонки» від РФ, а і залучив український приватний бізнес до роботи над обороноздатністю України.
За два роки до того, як Prozzoro стала обов‘язковою, у 2014 році «Укроборонпром» запровадив систему прозорих електронних торгів на своїх підприємствах. Фактично, ця система і стала основою для  Prozzoro. І саме «Укроборонпром» став першим серед промислових об'єднань хто зробив систему закупівель прозорою та відкритою.
Однією з головних задач Романа Романова стала боротьба із корупцією на підприємствах Концерну. Окрім запровадження прозорих тендерів, було прийнято рішення створити спеціальну внутрішню службу, задачею якою стала проведення антикорупційних заходів зі збирання матеріалів щодо порушень та інформування правоохоронних органів.
«Укроборонпром» став першим в історії України державним промисловим об‘єднанням, яке розпочало міжнародний аудит, що є однією з головних умов масштабної трансформації Концерну. Досі ще ніхто не залучав на умовах відкритих прозорих тендерів провідні консалтингові компанії світового рівня.
З 2014 року, під головування Романова, єдиним вектором розвитку всіх підприємств «Укроборонпрому» став перехід на стандарти НАТО. Завдяки цьому в Україні почало створюватися озброєння, яке максимально адаптоване до прийнятих у Альянсі критеріїв, в першу чергу, мова йде про авіацію та бронетехніку.
«Укроборонпром» брав постійну участь у програмах НАТО, починаючи від досліджень у рамках NIAG та приєднання до бази постачальників NSPA, до отримання сертифікатів НАТО з модернізації бойових літаків та гелікоптерів. А окрему позицію у цілому ряді спільних програм займе реалізація авіатранспортних перевезеннях за програмою SALIS.
«Укроборонпром» став на постійній основі брати участь у спільних розробках с країнами-членами НАТО, серед яких створення нових основних бойових танків, військово-транспортних літаків, артилерійських систем, засобів спостереження та розвідки, стрілецької зброї та інших видів озброєння.
Під час головування Романова «Укроборонпром» посів 62 місце серед  оборонно-промислових компаній світу в рейтингу міжнародного видання «Defense News» в 2017 році. Це єдина вітчизняна компанія, представлена в списку лідерів за версією ЗМІ. Ще в 2014 році Україна взагалі не була представлена у відповідному рейтингу — «Укроборонпром» вперше потрапив до нього в 2015 році, посівши 92 сходинку, в 2016 зробив ривок на 24 позиції ставши 68-м, 2017 року світові експерти додали ще 6 позицій.
Запросив до співпраці та ввів до складу Наглядової Ради «Укроборонпрому» Тоні Тетера, колишнього голову агентства оборонних технологій США DARPA.
Романов розпочав співпрацю з такими лідерами світового ринку, як Deutz і Allison, адаптувавши німецькі двигуни та американську автоматичну трансмісію до використання у БМП-1УМД.
Відродження ракетного потенціалу України, здатного забезпечити захист від агресії, стало одним з найпріоритетніших завдань Романова в «Укроборонпромі». Було запущено програму високоточної ракетної зброї «Ракетний щит», до якої також увійшов проект «Вільха». Розпочалось оснащення української армії протитанковими ракетними комплексами «Корсар» і «Стугна».
У 2016 році менеджмент «Укроборонпрому» на чолі з Романовим розробив стратегію реформування оборонно-промислового комплексу України. Вона складається з 5 ключових ініціатив: корпоратизація, кластеризація, аудит, платформа інноваційних розробок, захист технологій. У листопаді 2017 року «Укроборонпром» розпочав новий етап реформування — міжнародний аудит. Сформовано тендерний комітет, який обирає консалтингову компанію. До його складу увійшов фахівець Transparency International — Ukraine.
За головування Романова було розроблено українську протикорабельну крилату ракету «Нептун», яка призначена для знищення кораблів водотоннажністю до 5000 тонн і має бойову частину масою 150 кг. Ракета має дозвукову швидкість (900 км/год) і здійснює політ на надмалих висотах — кілька метрів над рівнем моря. Ракета може маневрувати під час польоту, дальність якого — до 280 км. 13 квітня двома такими ракетами був вражений і затоплений флагман чорноморського флоту рф «Москва».

## Нагороди
- Орден «Святий князь Володимир».[28]
- Золота Медаль Національної оборони Франції.